# Fado

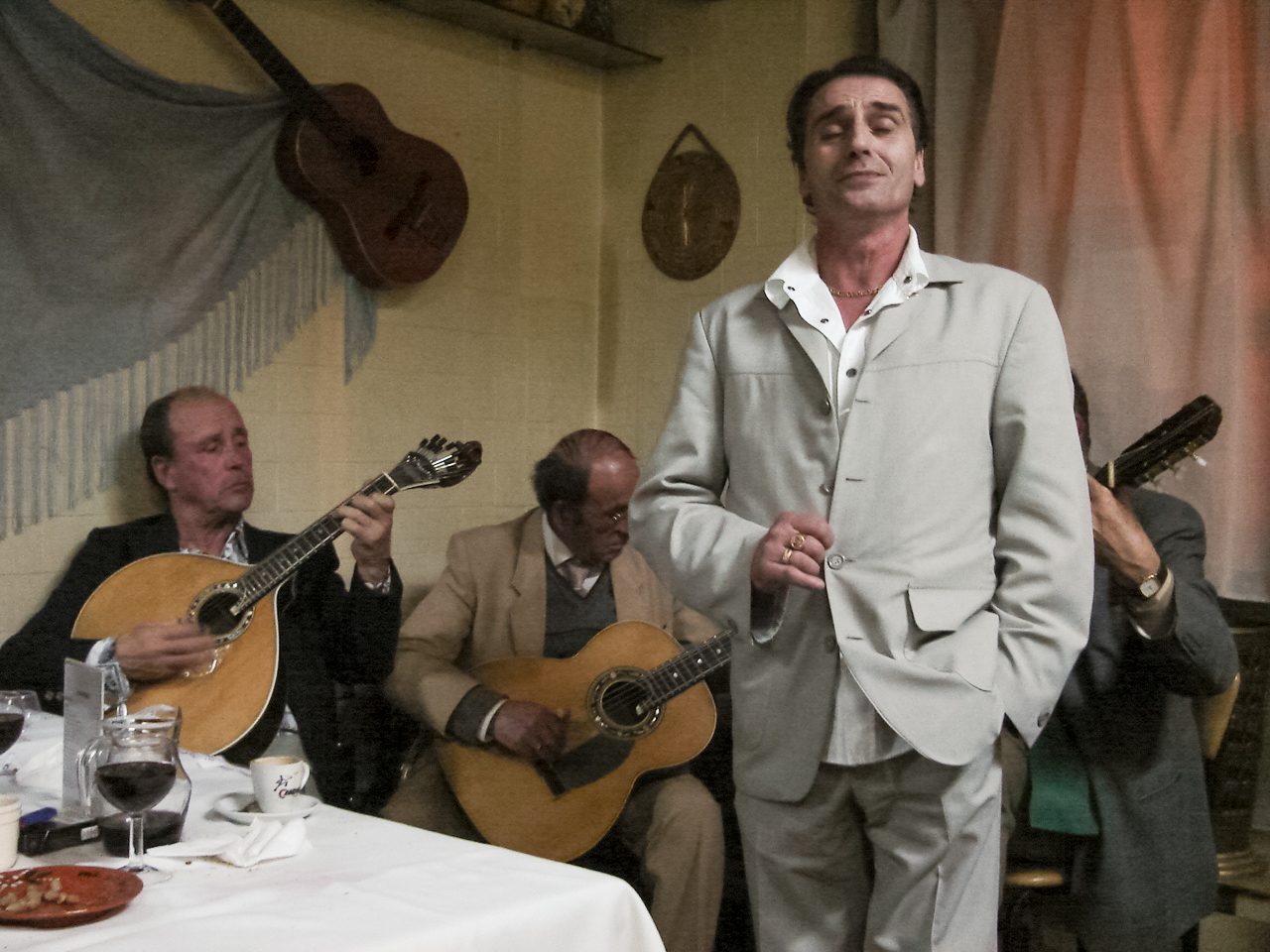
Home cantant fado

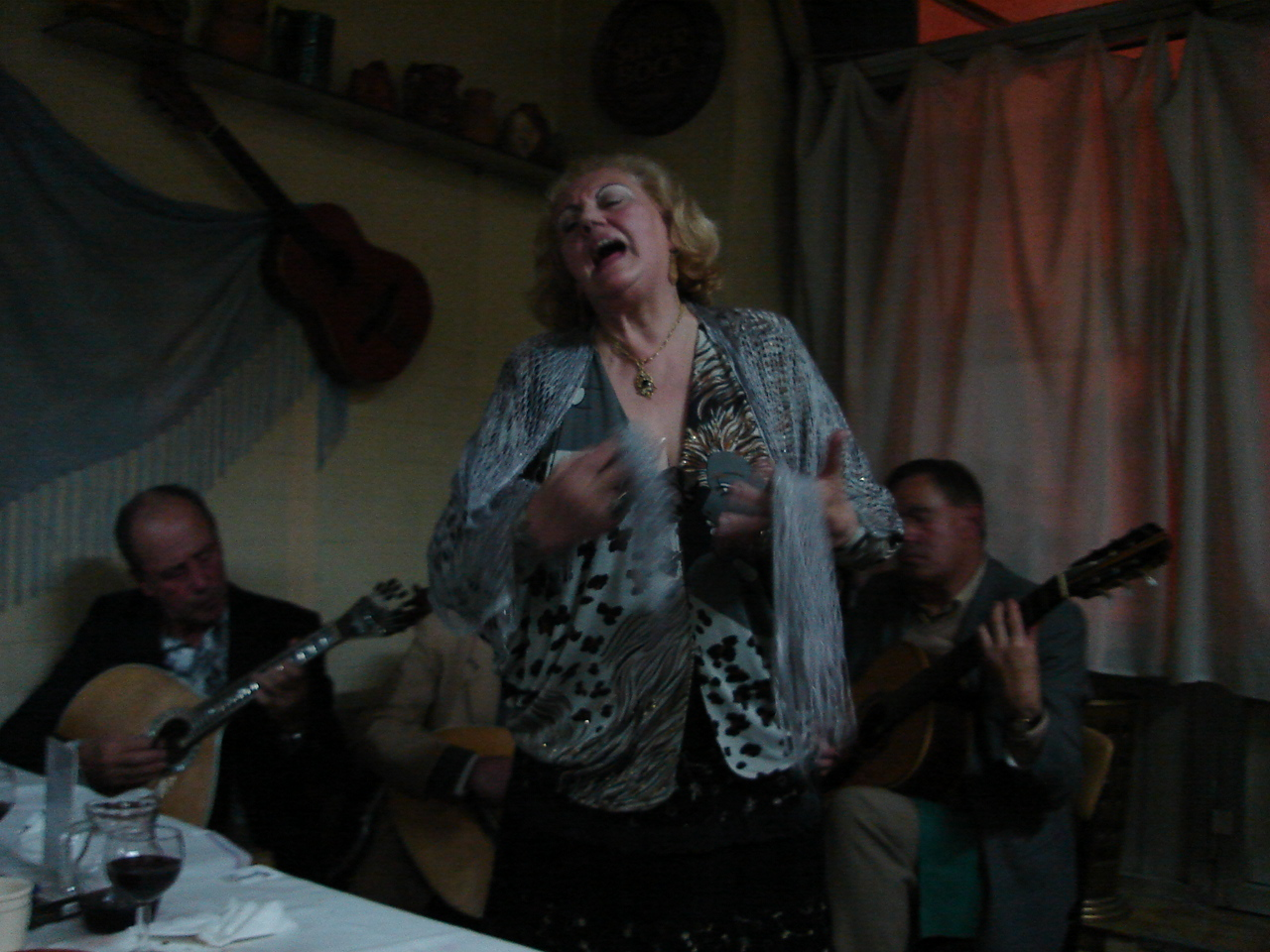
Dona cantant fado

El fado és l'expressió més popular de la música portuguesa. En el fado s'expressen els mals moments de la vida a través del cant.
Sembla que el seu origen es remunta a les cançons dels esclaus africans, encara que donat l'intens intercanvi de Portugal amb altres cultures a través del mar, les influències es multipliquen.
Després de la pèrdua de l'Imperi i de la revolució dels clavells, i d'alguna manera reforçant l'estereotip, el fado ha vingut a representar el sentiment de frustració i fatalisme que, segons ells mateixos, defineix els portuguesos.
Existeixen bàsicament dues versions de fados: una és la que es pot escoltar als barris lisboetes de Mouraria i Alfama, i que té bàsicament un contingut personal i sentimental. L'altra és la de la zona de Coïmbra, més acadèmica, com imposa el passat universitari de la ciutat.
La cantant de fados més coneguda és Amália Rodrigues. Altres cantants de fado: Heminia Silva, Dulce Pontes, Tonicha, Carlos do Carmo, Mariza, Mísia, Camané, Paulo de Carvalho.
| « | El fado és molt més que una música. És el cant d'un país, d'una història, d'una ànima que titubeja entre la tristesa i l'alegria. | » |